# اليكساندرو بينغا
اليكساندرو بينغا (بالرومانية: Alexandru Benga)‏ (15 يونيو 1989 ببراشوف في رومانيا - ) هو لاعب كرة قدم روماني في مركز الوسط. لعب مع أونيريا أورزيتشيني ورابيد بوخارست ونادي أوتسيلول غالاتسي ونادي بترولول بلويشتي ونادي براشوف ونادي بوتيف بلوفديف ونادي فاسلوي ونادي قبله وCSM Săcele ‏ وفوركس براشوف ‏.

## وصلات خارجية
- اليكساندرو بينغا على موقع قاعدة بيانات كرة القدم.إي يو (الإنجليزية)
- اليكساندرو بينغا على موقع Soccerway.com (الإنجليزية)
- اليكساندرو بينغا على موقع عالم كرة القدم.نت (الإنجليزية)